# Pascale Favre
Pascale Favre,  née en 1970 à Genève est une artiste plasticienne suisse.
Diplômée de l'École supérieure d'Arts appliqués de Genève (1994) et de l'École supérieure des Beaux-arts de la même ville (2002), elle développe un travail de dessin, d’installation et d’écriture autour de la question de la mémoire des lieux, publics ou privés. Elle est également enseignante, éditrice au sein du comité des éditions art&fiction. En 2010, elle est lauréate de la bourse Alice Bailly.

## Expositions individuelles (sélection)
- 2013 Transposition, Galerie «La Pièce», Architeria, Genève
- 2011 Hypertropes, avec Thomas Schunke, Halles de la Fonderie, Carouge
- 2011 Laisse Béton, Stargazer, Genève
- 2010 Réminiscences, Espace Chuv, Lausanne
- 2009 Microcosmes, Galerie Foëx, Genève
- 2008 Ici-là-là-bas, Galerie Au Virage, Séprais
- 2007 Souvenirs masculin(s) pluriel(s), art&fiction, Lausanne
- 2006 Entre deux eaux, Espace Kugler, Genève
- 2005 Là où il se brodait qqch derrière la fenêtre, Milkshake agency, Genève
- 2004 Les heures chaudes, Palais de l’Athénée, Genève

## Expositions collectives (sélection)
- 2013 En Progrès 1.0, 1.1 et 2.0, CH9, Genève
- 2013 Vue du Rhône, halle Nord, Genève
- 2012 Le dessin aujourd’hui et demain 9, Espace Kugler, Usine Kugler, Genève
- 2011 Valeurs sûres, Galerie Au Virage, Séprais
- 2010 Distant Memory, Musée des Beaux-arts, Soleure
- 2010 Territoires, Andata.Ritorno, Genève
- 2010 Mode de vie, une bibliothèque, art&fiction, halle nord, Genève
- 2009 Im Schatten der Pyramiden, Haus für Kunst Uri, Altdorf
- 2009 Accrochage [Vaud 2009], Musée cantonal des beaux-arts, Lausanne
- 2008 Logo, Espace Kugler, Genève
- 2007 Accrochage [Vaud 2007], Musée cantonal des beaux-arts, Lausanne

## Prix, bourses et résidence
- 2010 Bourse Alice Bailly
- 2006 Atelier à la maison des arts du Grütli, Genève (2006-2009)
- 2004 Bourse et résidence au Caire, Pro Helvetia
- 2003 Bourse d’aide à la création audiovisuelle, Service des affaires culturelles (DIP), Genève
- 2002 Premier prix du Fonds cantonal d'art contemporain (FCAC)

## Publications
Textes, récits
- Pascale Favre, Présent presque parfait, Lausanne, art&fiction, coll. « Re:Pacific », 2014, 120 p. (ISBN 978-2-940377-80-0)
- Pascale Favre, Une collection, Nyon, Ripopée, coll. « Dilligo », 2014, 20 p.
- Pascale Favre, Abcdefz, Lausanne, art&fiction, coll. « Sonar », 2010, 36 p.
- Pascale Favre, De nuit, Lausanne, art&fiction, coll. « Pacific », 2003, 28 p.

Illustrations
- Histoire de ma montre casio, Alexandre Friederich, art&fiction. 2008
- Start, revue d’art contemporain pour les enfants, Genève (n°1-15), 2005-2011

Texte graphique
- 2007 « Préliminaires », in BD, édition Dasein, Paris,

Textes édités dans des revues ou des livres d’artiste
- « Une robe un peu spéciale » in Dovble V, Sculptumes et costures, 2016
- « Rey », 4e de couverture d’un livre de la collection Re:Pacific, art&fiction, 2013
- « Le bébé éléphant », in Bite cul chatte nichon, éditions Ripopée, 2012
- « Je me souviens », in Mode de vie, kit de démontage, édition art&fiction, 2011
- « Fiction », in Mode de vie, une encyclopédie: L’invitation, éditions art&fiction, Lausanne, 2009
- « Lettre à un collectionneur », in La table des négociations, Lausanne, 2008
- « L’espace communiquant », in Milkshake agency, Alexia Turlin, Service après vente HEAD, Genève, 2006
- « va m’cacher », in revue Tissu, Genève, 2005
- « Nouvelle collection », in revue Airbag n°1, Genève 2002

Textes édités dans des catalogues d’exposition
- Mode de vie, une encyclopédie, art&fiction, 2010
- En train de dialoguer sur la radio, avec Thomas Schunke, Sur papier, Editions Dasein, Paris, 2006
- Lecture à vue, In diesen zeiten, c’est le moment, Edition Fink, 2003
- La danse du vent, Airbag, cahier de la classe des Beaux-arts n° 137, Genève, 2001